# Distretto di Long (Laos)
Il distretto di Long (in lingua lao ເມືອງລອງ, traslitterato Muang Long) è uno dei cinque distretti (mueang) della provincia di Luang Namtha, nel Laos. Ha come capoluogo Long.